# Asta, mein Engelchen
Asta, mein Engelchen ist ein deutscher Spielfilm aus dem DEFA-Studio für Spielfilme von Roland Oehme aus dem Jahr 1981.

## Handlung
Hermann Gschwinder fällt zwei Tage vor Abschluss der Dreharbeiten zu seinem neuesten Film in einer Szene von der Leiter und bricht sich ein Bein. Durch Zufall entdeckt der Regisseur Frank Steiner eine gewisse Ähnlichkeit des Pförtners der DEFA-Studios Otto Gratznick mit dem Hauptdarsteller des Films. Um das näher zu überprüfen, lässt er die wenigen Unterscheidungsmerkmale durch einen Maskenbildner ausgleichen, fährt dann mit Otto zu Gschwinder ins Krankenhaus. Die beiden Personen sind kaum zu unterscheiden und Otto erhält einen Vertrag für die restlichen Dreharbeiten. Somit ist der Film gerettet.
Während er mit dem Zug nach Hause fährt, lernt Otto eine Dame kennen,  die in ihm den Schauspieler vermutet  und sagt ihr, dass sie eine Ähnlichkeit mit Asta Nielsen hat. Da sie diese nicht kennt erklärt er ihr, dass Asta die unvergleichlichste und wunderbarste Frau der Welt war, die je gelebt hat. Otto Gratznick ist ein sehr großer Verehrer von ihr und kann sich an ihren Filmen nicht sattsehen. Wieder zu Hause angekommen geht er, wieder ohne Schminke und Toupet, in die Gaststätte in seinem Haus, um noch ein Bier zu trinken. In dem Gespräch mit dem Wirt Schorsch, kommen sie auf das Thema Ehe zu sprechen und stellen fest, dass Otto wieder heiraten sollte. Gemeinsam mit dem Mitarbeiter des Drehstabs Meyer-Tassow, der ebenfalls alleinstehend ist, geht er in eine Bar, um dort eventuell eine Frau kennenzulernen, was aber nicht gelingt.  Nun kommt Otto auf die Idee, dass eine Zeitungsanzeige die einfachste Möglichkeit wäre, somit gibt er eine Annonce auf, in der als einzige Forderung steht, dass die Bewerberin schwarze Haare und einen Pony haben sollte.
Otto ist überrascht, wie viele Antworten er bekommt und verabredet sich mit einer der Damen im Park Sanssouci. Weil er den Ratschlag erhält, lernt er vor der Verabredung noch alles auswendig, was mit dem Park zu tun hat. Beim Zusammentreffen erkennt er sofort die Mitreisende, die er erst vor kurzem im Zug kennengelernt hat, nur heute hat sie die von ihm gewünschten schwarzen Haare und den Pony. Nur sie hat ihn nicht wieder erkannt, denn Otto war ja im Zug als Hermann Gschwinder verkleidet. Den ganzen Tag spazieren sie durch die Anlagen, hier kann Otto zeigen, was er für ein Allgemeinwissen hat, dann machen sie eine Schlossführung mit und gehen am Abend noch in ein Lokal. Es sieht ganz gut aus mit den beiden, bis Astrid, so heißt die Frau, einmal von der Toilette zurückkommt und Otto im Stuhl sitzt und schläft. Das enttäuscht sie so sehr, dass sie bezahlt und geht, ohne Otto zu wecken.
Da sich Otto inzwischen bereits in Astrid, die in einem Bäckerladen als Verkäuferin arbeitet, verliebt hat, will er nun versuchen, sie als Schauspieler Gschwinder zu erobern. In dieser Verkleidung taucht er in ihrem Geschäft auf und lädt sie zu einem netten Abend in eine Bar ein. Die anfänglichen Probleme beim Tanzen legen sich, als Otto anfängt Tango zu tanzen. Ein Problem gibt es noch bei der Speisenauswahl, denn die gewünschten Austern sind nicht vorrätig, da diese zu selten verlangt werden, also bestellt Otto für beide zwei Chateaubriand, was der Kellner mit etwas Verwunderung zur Kenntnis nimmt. Als der Conférencier den vermeintlichen Schauspieler im Publikum entdeckt, bittet er diesen, eines seiner bekannten Brecht-Lieder zu singen. Da Otto aber diese nicht kann, beschränkt er sich auf Küchenlieder, mit denen er einen großen Erfolg erzielt.
Leicht angetrunken nehmen sich Astrid und Otto ein Taxi und der Fahrer kennt auch die Adresse des Schauspielers, der ja noch im Krankenhaus liegt. Mit einem Dietrich kommen beide in die Wohnung und schlafen nach dem Genuss einer Flasche Sekt sofort ein. Am nächsten Morgen kommt Frau Gschwinder von einem Gastspiel nach Hause und freut sich, dass ihr Mann, denkt sie jedenfalls, wieder so gesund ist. Böse wird sie allerdings, als sie die fremde Frau in ihrer Wohnung sieht. Astrid verschwindet und Otto wird, immer noch betrunken, vor dem Fernsehturm von der Polizei aufgegriffen und zur Wohnung des Schauspielers gebracht. Hier ist inzwischen der wahre Ehemann eingetroffen und Ottos Erscheinen verhindert gerade noch eine größere Ehekrise.
Nun wird noch in den Filmateliers die letzte Szene abgedreht und Otto will aus dem Studio gehen. Hier rutscht er auf einer achtlos dahin geworfenen Bananenschale aus und bricht sich ebenfalls ein Bein. Gemeinsam mit Gschwinder fährt er in einem Krankenwagen zur Bäckerei, wo beide nun die Geschichte aufklären können. Otto bittet um die Hand Astrids und der Hochzeit steht nichts mehr im Weg.

## Produktion und Veröffentlichung
Asta, mein Engelchen wurde von der Künstlerischen Arbeitsgruppe „Roter Kreis“ auf ORWO-Color gedreht und hatte seine Uraufführung am 14. Mai 1981 im Berliner Kino Kosmos. Im Fernsehen der DDR wurde der Film das erste Mal am 12. Dezember 1982 im 2. Programm gezeigt.
Für das Szenarium war Manfred Wolter verantwortlich und die Dramaturgie lag in den Händen von Christel Gräf.

## Kritik
In der Berliner Zeitung schrieb Günter Sobe:

„Es zieht sich hin. Warum? Vielleicht, weil es wohl doch nicht selten ertüftelte Komik ist, die hier wirken will, weil die Abfolgen gar nicht selten zusammenkonstruiert erscheinen. Hatte Regisseur Roland Oehme die Möglichkeit, dem entgegenzuwirken? Ich meine, ja. Allein durch straffere Inszenierung, die aus dem 98-Minuten-Film einen 85-Mmuten-Film hätte machen können; durch Zuspitzung der Tempi hätte sich eine durchgängig beschwingtere Stimmung zeugen lassen sollen.“

Helmut Ullrich beendet seine Kritik in der Neuen Zeit mit zwei Sätzen:

„Und was lernt man aus diesem Film? Kino ist doch eben etwas Schönes.“

Im Neuen Deutschland beginnen für Hernryk Goldberg einige Kritikpunkte bereits beim Buch:

„Da gibt es eine Menge erheiternder Unerheblichkeiten, die aber eine gewisse Selbstständigkeit erlangen, ihren zwingenden Bezug zur Fabel nicht immer glaubhaft behaupten können. Wolter erzählt die Geschichte mit episodischer Weitläufigkeit, da bleibt Ermüdung nicht aus. Die häufigen Zitate aus Asta-Nielsen-Filmen sind ein Schmeckerchen für Cineasten, den Rhythmus des eigentlichen Filmes bringen sie für mein Empfinden — ebenso wie die Schrifteinblendungen als künstlerische Erinnerung an die Stummfilmzeit — ein wenig aus dem Tritt.“

Das Lexikon des internationalen Films schreibt, dass es sich bei dem Film um eine intelligente, aber spannungsarme Verwechslungskomödie handelt.

## Auszeichnungen
- 1982: Kritikerpreis der Sektion Theorie und Kritik des Verbandes der Film- und Fernsehschaffenden der DDR: Bester DEFA-Film in einem komischen Genre des Jahres 1981
- 1983: VI. Internationale Biennale für Humor und Satire in Gabrowo (Bulgarien): Preis für die beste Filmregie